# Gwydion
Gwydion var en trollkarl och mäktig magiker i keltisk mytologi, huvudgestalten vid kung Math kung över Gwynedds hov. Kung Math är även Gwydions morbror och en mäktigare trollkarl än Gwydion själv. Den saga där han främst förekommer är Math son av Mathonwy.
Gwydion utgör prototypen för alla andra trollkarlar, förmodligen en av den keltiska mytologins mest imponerande gestalter.
Gwydion ställer till det för kungen av Gwynedd vid ett flertal tillfällen men är även oftast den som löser problemen. Vid ett av de tillfällen Gwydion ska lösa det problem han har ställt till med försöker han få sin syster Aranrhod att bli kungens fotmö. När Aranrhod skall bevisa att hon är oskuld ska hon gå över en gren och när hon gör det faller det två saker ner, ett barn och en liten sak (antagligen ett foster) som ingen mer än Gwydion ser och han stoppar den i sin ficka. Den lilla saken, Lleu Llaw Gyffes, växer sedan upp och uppfostras av Gwydion.